# Oliver Jesse Carter

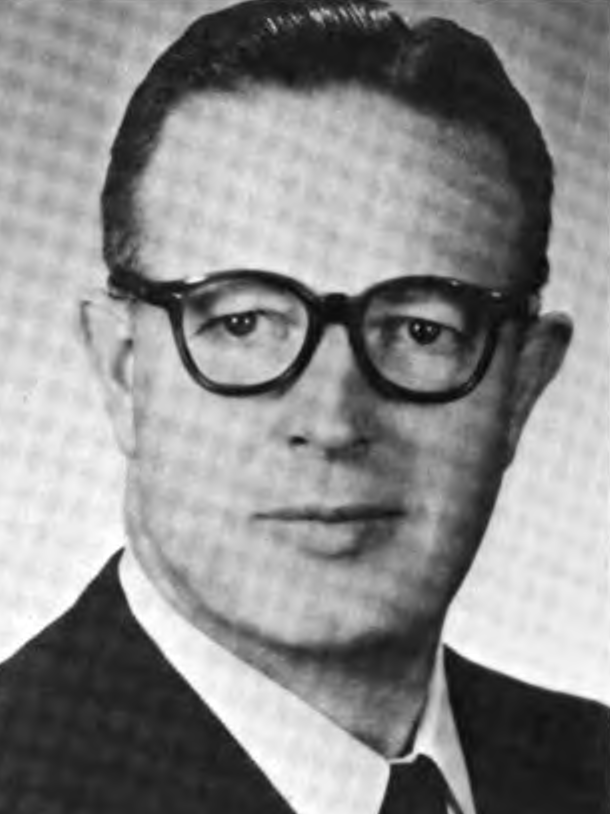
Oliver Jesse Carter

Oliver Jesse Carter (* 7. April 1911 in San Francisco, Kalifornien; † 14. Juni 1976) war ein US-amerikanischer Jurist und Politiker. Nach seiner Berufung durch Präsident Harry S. Truman fungierte er von 1950 bis 1976 als Bundesrichter am Bundesbezirksgericht für den nördlichen Distrikt von Kalifornien.

## Werdegang
Nach seinem Schulabschluss besuchte Oliver Carter das Hastings College of the Law an der University of California in San Francisco und erwarb dort 1935 den Abschluss als Bachelor of Laws. Ab dem folgenden Jahr praktizierte er als Jurist in Redding, ehe er 1938 stellvertretender Bezirksstaatsanwalt im Shasta County wurde. Zwischen 1940 und 1950 ging er wiederum seiner privaten Anwaltstätigkeit nach. Außerdem war er als Mitglied der Demokratischen Partei politisch aktiv und saß von 1941 bis 1949 im Senat von Kalifornien. Im Juli 1948 nahm er an der Democratic National Convention in Philadelphia teil, auf der Präsident Truman zur Wiederwahl nominiert wurde. 1949 hatte er den Vorsitz der Demokratischen Partei auf Staatsebene inne.
Am 27. September 1950 wurde Carter durch Präsident Truman zum Richter am United States District Court for the Northern District of California ernannt; damit übernahm er einen zuvor neu eingerichteten Sitz. Da sich der Kongress in der Sitzungspause befand, wurde dafür ein Recess Appointment genutzt. Die formale Nominierung erfolgte am 27. November desselben Jahres, woraufhin der Senat der Vereinigten Staaten Carters Ernennung am 13. Dezember bestätigte und dieser sein Amt acht Tage später offiziell antreten konnte. Ab 1970 war er Vorsitzender (Chief Judge) an diesem Bundesgericht, ehe er am 7. April 1976 in den Senior Status wechselte und damit faktisch in den Ruhestand ging. Sein Nachfolger wurde Cecil F. Poole. Während seiner Amtszeit führte Carter unter anderem den Vorsitz im Verfahren gegen Patty Hearst. Er verstarb am 14. Juni 1976, nur drei Monate nach seinem Abschied aus dem aktiven Justizdienst. Der Aufenthalt des Gefäßes seines eingeäscherten Körpers ist unbekannt.